# Famille Fustel
Cette page explique l’histoire ou répertorie les différents membres de la famille Fustel.
Pour les articles homonymes, voir Fustel.
La famille Fustel, de Paris, a donné plusieurs maîtres écrivains aux XVIe et XVIIe siècles.

## Jean Fustel
Il est écrivain, à Paris en 1551.

## Martin Fustel
Maître écrivain à Paris, écrivain juré et arithméticien. Il tenait école d'écriture en 1566, 1570. Il épousa Marie Reffect.
Lorsque la corporation des maîtres écrivains de Paris est organisée par lettres patentes du 16 octobre 1570, on voit, dans la liste de ses huit premiers membres, les noms de Martin Fustel et de son frère Jacques, maître écrivain de l'Université.
Son Arithmétique est un traité de comptabilité et de calcul à l'usage des marchands, qui doivent constamment jongler avec la multiplicité des monnaies et mesures, en l'absence d'un système décimal généralisé ; il conçoit un ouvrage très pratique et maniable, .

### Œuvres
- Arithmétique abrégée, conjointe à l'unité des nombres en laquelle sont esclaircies & briesvement confirmées les questions & demandes plus utiles... (Paris, chez Marc Orry, 1588)[6].
- Adverstissement notable du seul et vray moyen par lequel on peut assopir les troubles et massacres préparez par les ennemis de la Saincte Union, nouvellement mis en lumière pour estre humblement présenté au catholique et zélé citoyen (Paris, chez Charles Roger, 1589)[7].
- Les sentences memorables (Paris, Guillaume Chaudière, 1577)[8].

## Jacques I Fustel
Frère de Martin, il est nommé maître écrivain juré en l'université de Paris en 1564. Demeurait rue de la Draperie, à Paris. Il épousa Catherine Triboullet. Son inventaire après-décès eut lieu le 5 avril 1594.

## Les frères Fustel et la Ligue
Martin et Jacques Fustel, et surtout leur frère Charles, qui était marchand fripier au quartier Saint-Eustache, ont été, comme beaucoup de bourgeois parisiens, engagés du côté de la Ligue dans les troubles des années 1588-1591. Ils ne sont pas parmi les plus en vue du parti des "Seize", mais la famille Fustel fait partie de l'étude sociale menée par Robert Descimon de 225 cadres de la Ligue parisienne. Les choix politiques et idéologiques de Martin Fustel transparaissent dans son Adverstissement de 1589.

## Simon Fustel
Fils de Jacques I Fustel. 1595-1611-1637. Il est mort avant le 7 avril 1645. Il épousa Marguerite Foullon. Maître écrivain à Paris, demeurant rue de la Vieille Draperie, à l'enseigne du Houx sauvage. En 1606-1608, il demeurait rue Galande, paroisse Saint-Séverin.

## Jacques II Fustel
Il reçoit le 9 mars 1663 ses lettres d'écrivain juré en l'université de Paris.

## Armes de la famille Fustel
D'argent au cœur de gueules d'où sortent trois branches de lys de sinople fleuris de pourpre, soutenu de deux palmes jointes en Y.